# Telek (Dolch)

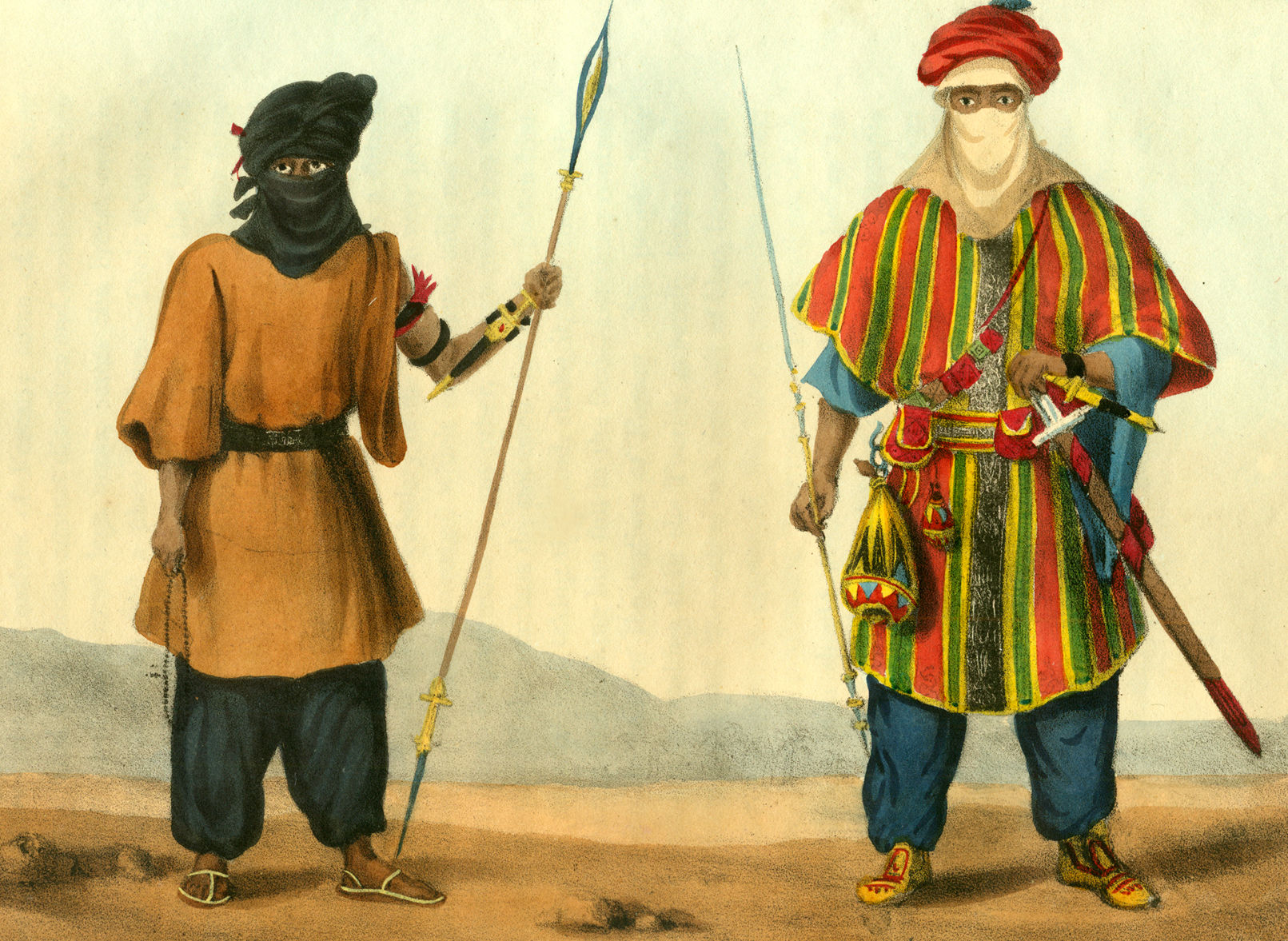
Gemälde von 1821:Telek an der Arminnen- und Außenseite getragen

Der Telek ist ein afrikanischer Dolch der Tuareg. Die Tuareg des Aïr-Gebirges nennen die Waffe Gozma, die des Ahaggar-Gebirges hingegen Rilok.

## Beschreibung
Der Telek oder Gozma hat eine zweischneidige, gerade Klinge. Die Klinge ist glatt, hat meist keinen Mittelgrat und keinen Hohlschliff. Die Klingenlänge variiert von etwa 20 bis 50 cm. Manche der Telek-Dolche werden als Kurzschwert bezeichnet. Das Heft besteht meist aus Metall. Der Knauf ist oft in der tuareg-typischen Kreuzform (Agadeskreuz) gestaltet und oft mit Durchbrechungen verziert. Die Scheiden sind meist mit einem breiten Band aus Messing oder Leder versehen, um den Dolch am Arm zu befestigen. Die übliche Tragweise ist an der Innenseite des linken Unterarms, die Spitze zum Ellenbogen, der Griff zum Handgelenk zeigend. Damit war die Waffe unter der Kleidung verborgen, konnte bei Bedarf aber schnell gezogen werden. Es gibt auch Versionen, die dazu konstruiert sind im oder am Gürtel getragen zu werden.
Eine ähnliche Waffe ist der aus der Ost-Sahara stammende Nubische Armdolch. Diese hat im Gegensatz einen scheibenförmigen Knauf und ein dünnes Befestigungsband.